# Arquà Polesine
Arquà Polesine (Arquà Polexine in veneto) è un comune italiano di 2 561 abitanti della provincia di Rovigo in Veneto.
Si possono osservare nel territorio comunale edifici di carattere storico, come i resti del castello medioevale (unico superstite di un'antica rete di fortificazioni che presidiava il Polesine), un casino di caccia estense del XIV secolo, la chiesa parrocchiale in stile barocco dedicata a Sant'Andrea e numerosi oratori nelle frazioni del paese.

## Storia

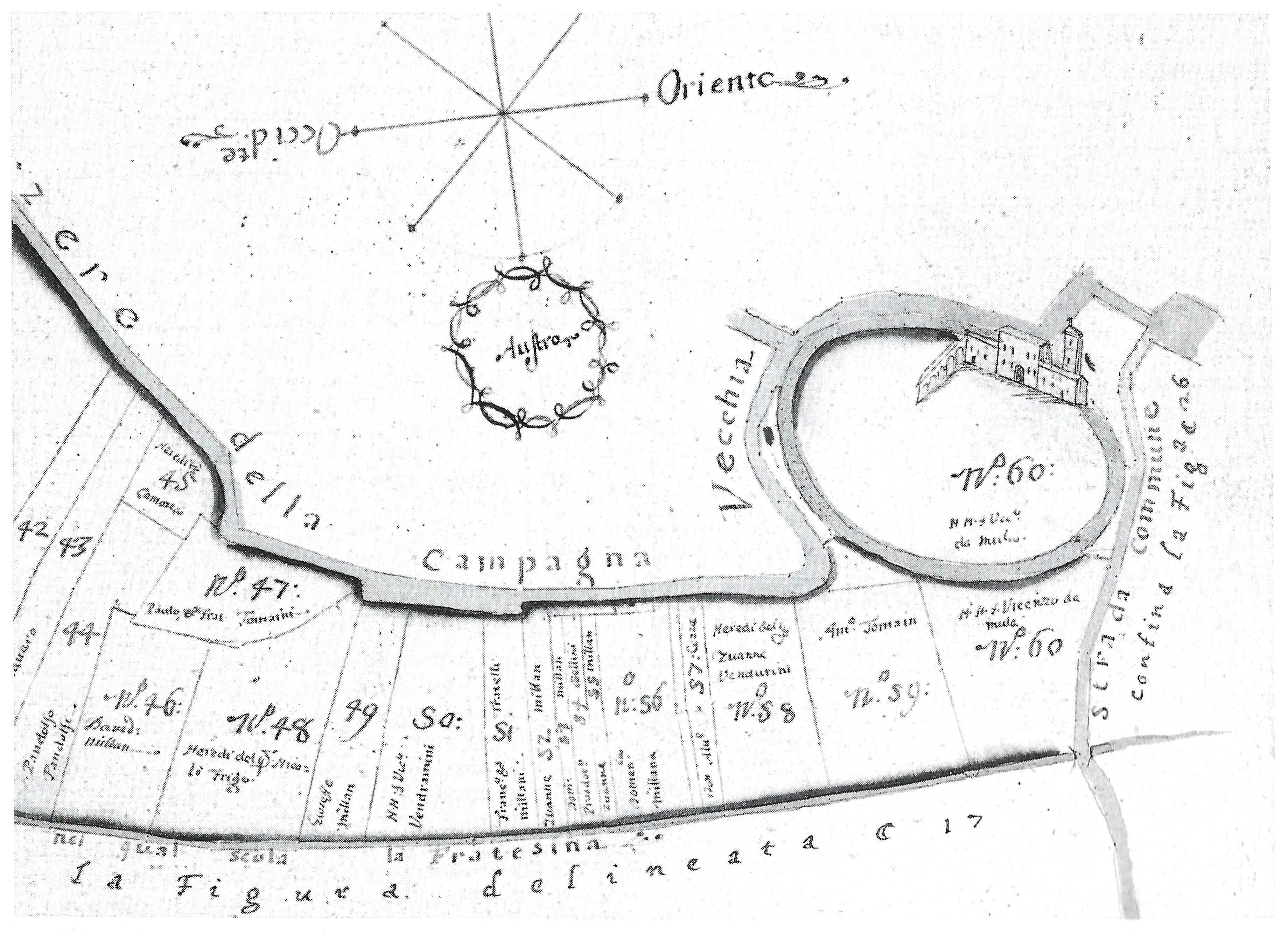
Estimo del 1708, Ritratti di qua del Canal Castagnaro, Il Castello (conservato presso l'Accademia dei Concordi, Rovigo).

Nel passato Arquà venne chiamata Arcunda, Arquata, Arquadum. I numerosi reperti rinvenuti in zona, tra cui molte lapidi, testimoniano l'esistenza di un centro abitato già in epoca romana. Il nome fa riferimento all'andamento di un fiume o di una strada che anticamente disegnava qui una curva secca.
Il territorio di Arquà sembra fosse stato donato dal feudatario locale, il marchese Almerico, alla Chiesa di Adria.
Nel 938 passò sotto la signoria degli Adelardi di Ferrara, da questi poi passò agli Estensi nel 1194, ai quali rimase, salvo brevi periodi, fino al 1482.

### Simboli
Il gonfalone municipale è costituito da un drappo di azzurro e riporta lo stemma in campo di cielo con una torre — simbolo dell'antico castello estense che sorge al centro del paese lungo la strada per Ferrara — fondata su una fascia centrata (cioè convessa verso l'alto) caricata dell'iscrizione arquata, su un mare d'azzurro.

## Monumenti e luoghi d'interesse

### Architetture religiose
- Chiesa parrocchiale di Sant'Andrea apostolo: fu costruita attorno al 1054 ed apparteneva al vescovo di Adria. Intorno al 1516 venne ricostruita perché cadente. Successivamente la chiesa fu restaurata nel 1695 e la sua porta monumentale fu completamente rinnovata. Internamente vi sono sette altari marmorei e due pregevoli quadri su tela.

- Oratorio di Sant'Antonio di Padova: oratorio dello scomparso ospedale di origine medioevale del paese, è situato nei pressi del centro dell'abitato. Venne costruito nel 1740 su progetto di Giuseppe Candiollo sulle fondamenta del precedente, dedicato però a intitolato a santa Caterina vergine e martire.[5]
- Oratorio della Beata Vergine del Carmine. Situato nella frazione Valmolin, è un modesto edificio eretto nel XX secolo e posizionato nei pressi della sponda sinistra del Canalbianco.
- Oratorio di Santa Lucia. Situato nella frazione Cornè.
- Oratorio di San Marco al Sestiere. Situato all'estremità meridionale dell'abitato.
- Oratorio della Natività di Maria Vergine. Situato nella frazione Granze, fa parte del complesso rurale detto Corte Ca' Marchese.

### Architetture civili
- Castello: fu costruito nel 1146 da Guglielmo III degli Adelardi Marcheselli, signore di Ferrara, per difendersi dagli Estensi che avevano mire sul territorio ferrarese e sul Polesine. Dopo la conquista del castello da parte delle truppe estensi fu riconquistato dall'offensiva dei Veneziani in seguito alla sanguinosa Guerra del Sale. Del castello rimangono una torre merlata suddivisa in tre piani e una parte centrale che si affaccia su un ampio cortile, le cui stanze sono decorate con affreschi che rappresentano scene mitologiche. Conserva ancora il fossato tutt'intorno e per accedervi occorre superare un ponte. Il castello è il monumento medioevale più rilevante e meglio conservato nel Polesine.
- Casino di caccia estense, ora Villa Pasqualini-Canato: la struttura è un esempio di architettura rurale ferrarese risalente al XV secolo e si trova affacciata sulla strada provinciale che attraversa la cittadina in direzione est-ovest, mentre all'epoca risultava staccata dal centro e vicino ad un antico percorso di epoca romana. Costruito in origine come costruzione di servizio da Alberto V d'Este, Marchese di Ferrara e di Modena, alla sua morte, sopraggiunta nel 1393, venne lasciato in eredità al figlio Nicolò III che, oberato dai debiti, lo cedette nel 1412 al nobile Andrea Durazzo, con obbligo di vassallaggio.
- Villa Torelli Sarti nella frazione Valmolin.

### Altre opere
- Lapide a Sante Altieri, morto nella guerra di Libia, opera di Virgilio Milani (1913).[6]
- Monumento ai Caduti delle guerre mondiali, opera dello scultore Romano Vio (1959-1961).[7]

## Società

### Evoluzione demografica
Abitanti censiti

## Cultura

### Eventi
Ogni anno ad Arquà si svolge, a maggio, una festa di paese, il Maggio Arquatese.
Tra le varie manifestazioni c'è una rievocazione immaginaria di carattere storico-popolaresco. Il paese viene suddiviso in quattro contrade: Redinari (San Marco), Lanaroi (centro), Zestari (Cornè), Scoari (Granze e Capobosco), per ricordare i vecchi mestieri di un tempo. Grandi e piccoli, vestiti con costumi d'epoca, si ritrovano in piazza per festeggiare tra balli e canti, per poi concludere la manifestazione con il "Palio dei ochi". Questa manifestazione consiste nel percorrere per due volte nel minor tempo possibile un percorso circolare conducendo un oco e guidandolo con delle apposite redini legate sotto le ali del volatile. L'animale non può essere né toccato, né spinto, né portato in braccio, né agevolato in nessuna maniera all'infuori della guida con le redini.
Da alcuni anni ormai il Maggio Arquatese non è più soltanto una festa di paese, ma ha assunto il rango di festa provinciale.

## Infrastrutture e trasporti

### Strade
La principale via d'accesso al paese è lo svincolo di Villamarzana-Rovigo sud dell'A13.

### Ferrovie
Il comune è servito da una propria stazione ferroviaria posta lungo la linea Bologna-Padova.

## Amministrazione
| Periodo | Periodo  | Primo cittadino  | Partito                             | Carica  | Note |
| ------- | -------- | ---------------- | ----------------------------------- | ------- | ---- |
| 1995    | 1999     | Pietro Marangoni | Lista Civica                        | Sindaco |      |
| 1999    | 2004     | Pietro Marangoni | Lista Civica (Forza Italia)         | Sindaco |      |
| 2004    | 2009     | Claudio Rosa     | Lista Civica (Centro-sinistra)      | Sindaco |      |
| 2009    | 2014     | Claudio Rosa     | Lista Civica (Centro-sinistra)      | Sindaco |      |
| 2014    | 2019     | Chiara Turolla   | Lista Civica "Arquà Agli Arquatesi" | Sindaco |      |
| 2019    | 2024     | Chiara Turolla   | Lista Civica "Arquà Agli Arquatesi" | Sindaco |      |
| 2024    | In corso | Enrico Serafin   | Lista Civica "Progetto Arquà"       | Sindaco |      |

### Gemellaggi
- Vourles